# J.C.メヒア
ジーン・カルロス・メヒア（Jean Carlos Mejía, 1996年8月26日 - ）は、ドミニカ共和国ガスパール・エルナンデス出身のプロ野球選手（投手）。右投右打。フリーエージェント(FA)。

## 経歴

### プロ入りとインディアンス時代
2013年にアマチュアFAでクリーブランド・インディアンズと契約した。
2014年にドミニカン・サマーリーグ・インディアンズでプロデビューを果たし、3勝0敗、防御率2.70の成績を残した。
2015年も同チームでプレーし、4勝3敗、防御率1.37だった。
2016年も同チームでプレーした。2勝4敗、防御率3.48の成績を残した。
2017年は、ルーキー+級のアリゾナリーグ・インディアンズとA-級のマホーニングバレー・スクラッパーズでプレーし、21試合で2勝0敗、防御率1.22の記録を残した。
2018年には、A級のレイクカウンティ・キャプテンズとA+級のリンチバーグ・ヒルキャッツでプレーした。18試合（16先発）で4勝9敗、防御率3.31の成績を残した。シーズン終了後にロースターに追加された。 
2019年は、A+級のリンチバーグ・ヒルキャッツでプレーした。3勝1敗、防御率4.09の成績を残した。
2020年はCOVID-19の影響でマイナーリーグの試合が開催されなかったため、プレーしなかった。
2021年は、開幕をAAA級のコロンバス・クリッパーズで迎えた。5月18日にメジャーに昇格した。5月21日のミネソタ・ツインズ戦でメジャーデビューを果たした。メジャーでは、17試合の登板で1勝7敗、防御率8.25を記録した。11月19日にDFAになった。

### ブルワーズ時代
2021年11月22日に金銭と後日発表選手とのトレードで、ミルウォーキー・ブルワーズに移籍した。
2022年5月17日にスタノゾロールの陽性反応で80試合の出場停止処分を受けた。
2023年オフの11月17日にノンテンダーFAとなった。

## 詳細情報

### 年度別投手成績
| 年 度    | 球 団    | 登 板 | 先 発 | 完 投 | 完 封 | 無 四 球 | 勝 利 | 敗 戦 | セ 丨 ブ | ホ 丨 ル ド | 勝 率 | 打 者 | 投 球 回 | 被 安 打 | 被 本 塁 打 | 与 四 球 | 敬 遠 | 与 死 球 | 奪 三 振 | 暴 投 | ボ 丨 ク | 失 点 | 自 責 点 | 防 御 率 | W H I P |
| -------- | -------- | ----- | ----- | ----- | ----- | -------- | ----- | ----- | -------- | ----------- | ----- | ----- | -------- | -------- | ----------- | -------- | ----- | -------- | -------- | ----- | -------- | ----- | -------- | -------- | ------- |
| 2021     | CLE      | 17    | 11    | 0     | 0     | 0        | 1     | 7     | 0        | 0           | .125  | 238   | 52.1     | 60       | 13          | 24       | 0     | 3        | 47       | 2     | 2        | 48    | 48       | 8.25     | 1.61    |
| 2022     | MIL      | 2     | 1     | 0     | 0     | 0        | 0     | 0     | 0        | 0           | ----- | 16    | 2.1      | 5        | 0           | 5        | 0     | 0        | 1        | 0     | 0        | 6     | 6        | 23.14    | 4.29    |
| MLB：2年 | MLB：2年 | 19    | 12    | 0     | 0     | 0        | 1     | 7     | 0        | 0           | .125  | 254   | 54.2     | 65       | 13          | 29       | 0     | 3        | 48       | 2     | 2        | 54    | 54       | 8.89     | 1.72    |

- 2022年度シーズン終了時